# Karl Hansen
Karl Hansen, född 30 juli 1890 i Stjärnorp, död 5 april 1959 i Sunnaryd, var en svensk ryttare.
Han blev olympisk bronsmedaljör i Amsterdam 1928.